# The Chedi Andermatt

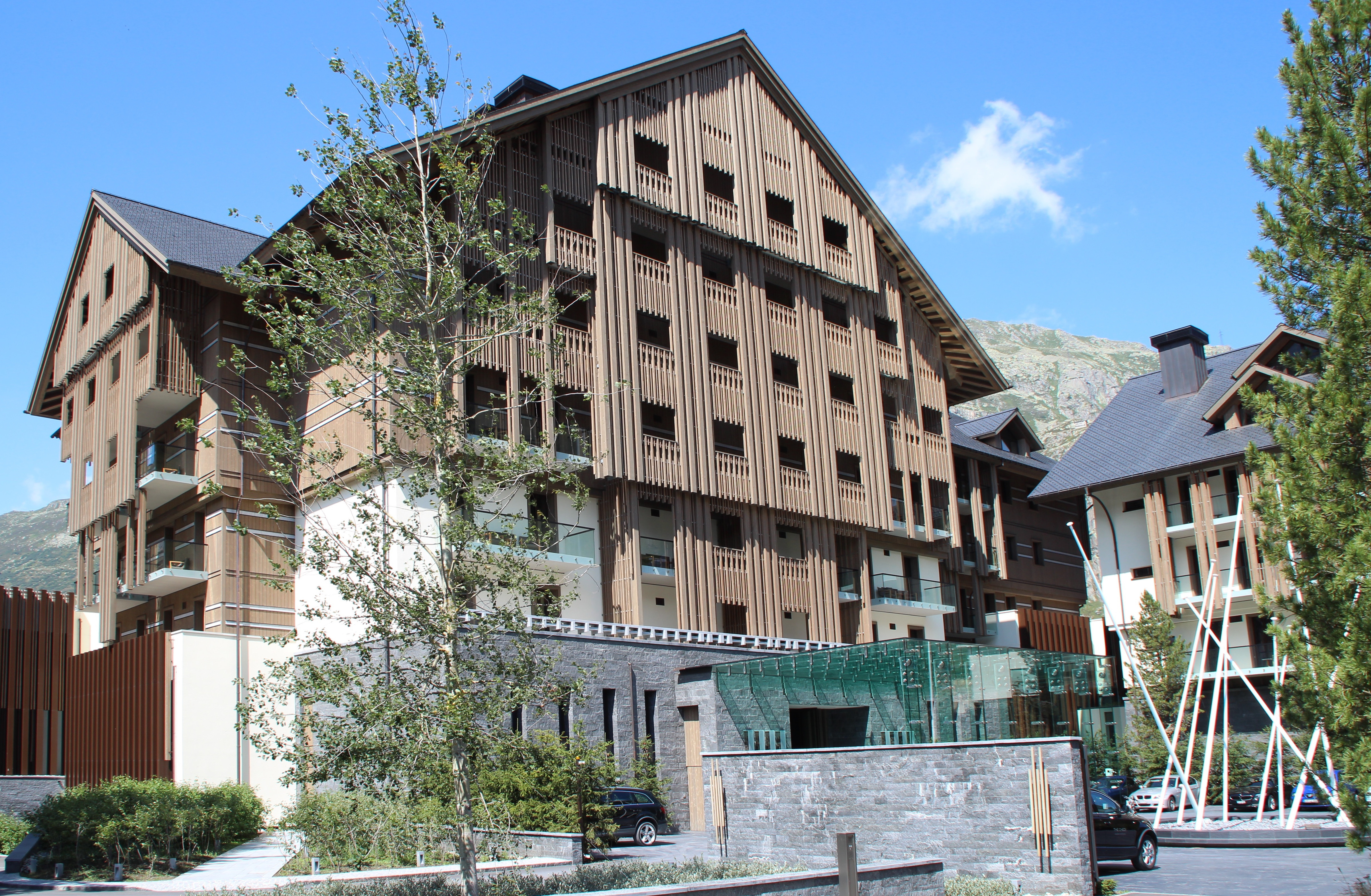
The Chedi Andermatt

The Chedi Andermatt ist ein Fünf-Sterne-Deluxehotel in Andermatt, das im Dezember 2013 eröffnet wurde. Das Hotel gehört zu The Leading Hotels of the World, einer weltweiten Allianz von Luxushotels, Resorts und Spas. Der Stararchitekt Jean-Michel Gathy erbaute das Luxusresort im alpin-asiatischen Stil und ebnete somit den Weg für eine neue Ära in der Schweizer Hotellerie.

## Geschichte
Im Rahmen des Tourismusprojekts Andermatt Swiss Alps des ägyptischen Multimilliardärs und Investors Samih Sawiris wurde The Chedi Andermatt als erstes Hotel realisiert.  Der Spatenstich fand am 26. September 2009 statt, am 31. August 2010 wurde im Rahmen eines Festaktes auf dem Baugelände ein Grundstein gelegt. Im Dezember 2013 nahm das Hotel seinen Betrieb auf.

## Hotel
Das Hotel verfügt über 119 Gästezimmer und Suiten. Zum Resort gehören auch 119 private Immobilieneinheiten: 106 Apartments, 13 Lofts und Penthouses.
Das Hotel verfügt über zwei japanische Restaurants, einerseits das The Japanese, welches mit 2 Michelin-Sternen und 17 Gault-Millau Punkten ausgezeichnet zu den besten asiatischen Restaurants Europas gehört, und andererseits das The Japanese by The Chedi Andermatt, welches mit 1 Michelin-Stern und 16 Gault-Millau Punkten ausgezeichnet wurde. Das The Restaurant mit asiatischen und europäischen Gerichten bietet Frühstück, Mittagessen und Abendessen an. Eines der besonderen Merkmale ist der „The Spa & Health Club“, welcher 2400 Quadratmeter an Erholung bietet, unter anderem den längsten Hotel-indoor-Pool der Schweiz, sowie 3 Hydrotherapiebäder und einen beheizten Aussenpool.

## Auszeichnungen
- 2023: falstaff – Hotel Guide 2023: Best Ski Hotel
- 2023: Vinum – Swiss Wine list award – Best of the Best – The Restaurant at The Chedi Andermatt
- 2023: The Chedi Andermatt erhält den Karl Wild award (Sonntagszeitung) für das 3. beste Ferienhotel
- 2023: Der DACH Spa Award: Die Auszeichnung für die besten Spas der DACH-Region
- 2023: Forbes 5 Star Award
- 2022: Connoisseur Circle: Die besten Gourmethotels (2. Platz)
- 2022: Karl Wild (Sonntagszeitung): Bestes Winterhotel mit fünf Sternen 2022/2023
- 2022: Hotelbewertung Bilanz 2022: Das The Chedi Andermatt ist unter den 10 besten Ferienhotels der Schweiz
- 2022: Forbes 5 Star Award
- 2018: Bestes Ferienhotel der Schweiz, Hotelrating der Sonntagszeitung
- 2017: «Hotel des Jahres 2017», Gault-Millau Schweiz